# William Duthie Morgan
Sir William Duthie Morgan, britanski general, * 1891, † 1977.